# عتبي
في الفسيولوجيا أو علم النفس أو علم النفس الفيزيقي، تكون العتبة أو النقطة العتبية هي عتبة الاستجابة النفسية أو الفسيولوجية.
وتعني كلمة عتبي، كصفة، ما يقع في العتبة الحسية، ومن ثم يصعب إدراكه إدراكًا حسيًا. وتكون العتبة المطلقة هي أدنى مستوى من الإحساس الذي يمكن أن يكشفه عضو من أعضاء الحواس.